# Albert Naumann
Rudolf Albert Naumann (ur. 19 maja 1875 w Plauen, zm. 14 lipca 1952 w Lubinie) – szermierz reprezentujący Cesarstwo Niemieckie, uczestnik letnich igrzysk olimpijskich w 1908 oraz 1912 roku.